# Estação Manoel Sátiro
A Estação Manoel Sátiro é uma estação de metrô integrante da Linha 1 - Vermelha (Linha Sul) do Metrô de Fortaleza, operada pela Companhia Cearense de Transportes Metropolitanos (Metrofor). Localiza-se na Rua Manoel Sátiro, nº 599, no bairro Vila Manoel Sátiro, em Fortaleza, capital do Estado do Ceará, Brasil. Em seu entorno se localiza a sede do Departamento Estadual de Trânsito do Ceará (Detran-CE).
De acordo com dados da Companhia Cearense de Transportes Metropolitanos, a estação registrou 285.622 passageiros em 2024, o que representa uma média mensal de aproximadamente 23.802 usuários.

## Histórico

### Estação de trens urbanos
A estrutura original da estação Manoel Sátiro foi construída na década de 1970 como parte da Linha Tronco Sul do sistema de trens suburbanos de Fortaleza. Na época, os trilhos eram compartilhados entre os trens de carga, os trens de passageiros de longa distância (encerrados em 1988) e o sistema de trens suburbanos.
Em 1986, o governo brasileiro contratou a Agência de Cooperação Internacional do Japão (JICA) para elaborar um projeto de eletrificação e modernização das Linhas Tronco Norte e Sul do Trem Urbano de Fortaleza, administrado na época pela Rede Ferroviária Federal (RFFSA). Em abril de 1988, o governo do estado lançou oficialmente o Trem Metropolitano de Fortaleza (Metrofor), cujo custo inicial foi estimado em 290 milhões de dólares para a reformulação das Linhas Norte (atual Linha Oeste) e Sul. A construção do projeto dependia da liberação de US$ 180 milhões dos bancos Japan Export-Import Bank, Banque de Paris et des Pays-Bas S.A. (Paribas) e do acordo do Brasil com o Fundo Monetário Internacional (FMI).
Em outubro de 1998, foi anunciada a vitória do consórcio responsável pela construção da Linha Sul do Metrô de Fortaleza, formado pelas empresas Queiróz Galvão, Camargo Corrêa, ABB Daimler Transportation, CMW Equipamentos, GEC Alsthom Transport e Siemens. O valor do contrato era de R$ 333.318.897,89. As obras tiveram início no ano seguinte, em 1999.
Em 2007, a estrutura original da estação Manoel Sátiro deixou de operar, e o embarque e desembarque de passageiros foi transferido para uma estação provisória localizada próxima à estação original. No dia 23 de novembro de 2009, os trens da Linha Sul do Trem Urbano de Fortaleza deixaram de parar na estrutura provisória da estação Manoel Sátiro para o avanço das obras do metrô. Dessa forma, apenas nove estações continuaram operando na Linha Sul até janeiro de 2010, quando os trens urbanos deixaram de circular nessa linha para a conclusão do metrô: Vila das Flores, Jereissati, Maracanaú, Novo Maracanaú, Pajuçara, Alto Alegre, Aracapé, Conjunto Nova Esperança e Parangaba.

### Estação de metrô
Aproximadamente treze anos após o início das obras, a Linha Sul realizou sua viagem inaugural em 15 de junho de 2012. O trem percorreu, pela primeira vez com passageiros, 15 quilômetros, saindo da estação Carlito Benevides, no município de Pacatuba, até a estação Parangaba, em Fortaleza, realizando o percurso em 15 minutos.
A solenidade da viagem inaugural, que contou com a presença de diversas autoridades, marcou a entrega do primeiro trecho (Carlito Benevides ↔ Parangaba), no qual está localizada a estação Manoel Sátiro, da primeira linha de metrô da capital cearense. A partir daquele dia, a linha passou a funcionar em operação assistida. Durante esse período, a Linha Sul operou de forma limitada. Inicialmente, a operação ocorria de segunda a sexta-feira, das 9h às 12h, com um headway (intervalo entre os trens) de 20 minutos. O tempo de operação foi progressivamente estendido ao longo da operação assistida e após o início da operação comercial, até chegar ao horário atual: de segunda a sábado, das 5h30 às 23h. A operação comercial da linha teve início em 1º de outubro de 2014.

## Características
Estação de superfície, com uma única plataforma em ilha e estruturas predominantemente em concreto aparente. Ao longo da edificação estão dispostos mapas do sistema, painéis de informações, sistema de sonorização para avisos e telas de LED na plataforma. A estação também dispõe de rampas, elevador, piso tátil, mapa tátil e avisos sonoros que garantem acesso e boa utilização do Metrô de Fortaleza a todos os cidadãos, incluindo aqueles que possuem alguma deficiência ou estão com mobilidade reduzida por qualquer razão. Além disso, as equipes presentes na estação, compostas por agentes de estação e vigilantes, recebem treinamento especializado para ajudar no embarque e desembarque desses passageiros, e estão sempre atentos para oferecer ajuda a quem necessitar.
É também garantido gratuidade às pessoas com deficiência que estejam dentro dos critérios legais para usufruir deste benefício. Para isso, é necessário apresentar, na estação, o Cartão Gratuidade Pessoa com Deficiência, emitido pela Empresa de Transporte Urbano de Fortaleza (Etufor).